# Уйкескен
Уйкескен (каз. Үйкескен) — упразднённое село в Узункольском районе Костанайской области Казахстана. Ликвидировано в 2014 г. Входило в состав Новопокровского сельского округа. Код КАТО — 396647400.

## Население
В 1999 году население села составляло 141 человек (70 мужчин и 71 женщина). По данным переписи 2009 года, в селе проживали 42 человека (23 мужчины и 19 женщин).